# Атрать (селище)
Атра́ть (рос. Атрать, чув. Атрать) — селище у складі Алатирського району Чувашії, Росія. Входить до складу Атратського сільського поселення.
Населення — 917 осіб (2010; 992 у 2002).
Національний склад:
- росіяни — 45 %
- мордва — 32 %

Стара назва — Атрат.